# 49-й отдельный гвардейский танковый полк прорыва
49-й отдельный гвардейский тяжёлый танковый Красносельский Краснознамённый, ордена Кутузова полк прорыва - танковая часть Красной Армии в Великой Отечественной войне.

## История
Сформирован в октябре 1942 г. на основании Директивы НКО № 1104862 от 09.10.1942 г. в Горьком на базе 168-й отдельной танковой бригады. С апреля 1943 г. на Ленинградском фронте. На вооружении имел 21 MK.IV и 3 бронетранспортёра «Универсал».

## Награды
- Красносельский
- орден Красного Знамени - Указ Президиума ВС СССР от 22.03.1944
- орден Кутузова II степени - Указ Президиума ВС СССР от 15.09.1944

## Командный состав полка

### Командиры полка
- Слюсаренко Захар Карпович, подполковник,
- Иванов Георгий Иванович, подполковник
- Оглоблин Михаил Алексеевич, подполковник
- Пенской Яков Емельянович, гв. подполковник
- Иванов Георгий Иванович, подполковник
- Краснов Виктор Иванович

### Начальники штаба полка
- Крыман Израиль Рувимович

### Заместители командира полка по политической части
- Пенской Яков Емельянович
- Лыков, Иван Семёнович (1945)